# Power Hits Estate
Power Hits Estate è una manifestazione canora italiana a premi organizzata dall'emittente radiofonica RTL 102.5 che si svolge annualmente dal 19 settembre 2017 all'Arena di Verona.

## Il programma
Ideata da Lorenzo Suraci, la manifestazione si prefigge di eleggere il «power hit dell'estate» tra i partecipanti alla manifestazione attraverso la votazione degli utenti registrati all'emittente e i dati raccolti dalla società EarOne. Nel corso dell'evento vengono assegnati altri premi in collaborazione con la Federazione Industria Musicale Italiana, la Società Italiana degli Autori ed Editori e la società dei Produttori Musicali Indipendenti Italia, oltre che premi alla carriera.
Inizialmente trasmesso attraverso i canali della stazione radiofonica, dal 2020 l'evento è trasmesso anche dalle reti televisive Sky Uno e TV8. Oltre ad artisti di nazionalità italiana, l'evento ha ospitato artisti internazionali, tra cui Duran Duran, Anastacia, Rita Ora, Alice Merton, Sophie and the Giants, Purple Disco Machine, Kungs, OneRepublic, Lewis Capaldi, Thirty Seconds to Mars, Bob Sinclar e Yungblud.

## Storia del programma
Nel giugno 2017 l'emittente radiofonica RTL 102.5 annuncia l'evento Rtl 102.5 Power Hits Estate per eleggere "la canzone dell'estate" in collaborazione con EarOne, società italiana che fornisce servizi di classifiche e rilevazioni airplay in tempo reale. In un'intervista rilasciata al Corriere della Sera il presidente della società RTL 102.5 Lorenzo Suraci ha dichiarato che l'intenzione originaria era di riproporre il marchio della manifestazione musicale Festivalbar, azione respinta da Andrea Salvetti, figlio dell'ideatore del programma Vittorio Salvetti.
La prima manifestazione si è tenuta il 19 settembre 2017 presso l'Arena di Verona in diretta sulla radio, sul canale TV e in streaming sul sito web dell'emittente. La conduzione della prima edizione è stata affidata a Giorgia Surina e Angelo Baiguini. Il vincitore del premio RTL 102.5 Power Hits Estate è stato Francesco Gabbani con Tra le granite E le granate. Nel corso dell'evento è stato inoltre conferito il premio Power History alla carriera e il premio Power Hits Estate – SIAE, in collaborazione con la  Società Italiana degli Autori ed Editori. Il 3 settembre 2018 si è svolta la seconda edizione, vinta da Non ti dico no di Boomdabash ft. Loredana Bertè. Il 9 settembre 2019 si è svolta la terza edizione. È stato incoronato tormentone dell'estate 2019 Mambo salentino di Boomdabash ft. Alessandra Amoroso.
La quarta edizione si è svolta il 9 settembre 2020, sempre all'Arena di Verona, ma a causa dell'emergenza sanitaria COVID-19, senza pubblico. Da questa edizione la manifestazione viene trasmessa anche da Sky Uno e da TV8. L'edizione 2020 è stata vinta da Karaoke di Boomdabash ft. Alessandra Amoroso. Ad affiancare Baiguini in questo caso sono stati Mara Maionchi, Matteo Campese e Fabrizio Ferrari. La quinta edizione si è svolta il 31 agosto 2021 con il ritorno al 50% del pubblico all'arena e ha visto trionfare la canzone Ma stasera di Marco Mengoni. A Baiguini, Ferrari e Campese in conduzione si sono aggiunti Federica Gentile, Paola Di Benedetto e Massimo Giletti. La sesta edizione si è svolta il 31 agosto 2022, con capienza piena in arena, dove ha visto trionfare la canzone La dolce vita di Fedez, Tananai e Mara Sattei. Ad affiancare Campese e Paola Di Benedetto in conduzione si è aggiunto Jody Cecchetto. La settima edizione si è svolta il 29 agosto 2023 con la riconferma del trio composto da Matteo Campese, Paola Di Benedetto e Jody Cecchetto e ha visto come vincitore Italodisco dei The Kolors. L'ottava edizione si è svolta il 3 settembre 2024 con la conduzione di Matteo Campese e Paola Di Benedetto e ha visto come vincitore Storie brevi di Annalisa e Tananai.

## Regolamento
La selezione della canzone vincitrice al Power Hits Estate avviene attraverso la collaborazione tra l'emittente radiofonico RTL 102.5 e EarOne, società italiana che fornisce servizi di classifiche e rilevazioni airplay in tempo reale. Il primo predispone attraverso il proprio sito web la possibilità agli utenti registrati di esprimere un voto al giorno valevole sia per la "classifica settimanale" che per la «classifica generale». Le preferenze degli utenti registrati vengono ponderate con il dato di airplay stilato da EarOne, che considera un campione rappresentativo di oltre 150 emittenti del panorama radiofonico comprensivo di radio nazionali, regional, locali e forniscono un'indicazione sui brani più graditi dalle radio. Ogni canzone in gara riporta un punteggio determinato dal numero di passaggi in onda su ciascuna emittente ponderato con il dato di audience dell'emittente stessa per fascia oraria e per giorno della settimana.

## Cast

### Conduzione
| Conduzione         | Edizione | Edizione | Edizione | Edizione | Edizione | Edizione | Edizione | Edizione | Totale |
| Conduzione         | 1ª       | 2ª       | 3ª       | 4ª       | 5ª       | 6ª       | 7ª       | 8ª       | Totale |
| ------------------ | -------- | -------- | -------- | -------- | -------- | -------- | -------- | -------- | ------ |
| Angelo Baiguini    |          |          |          |          |          |          |          |          | 5      |
| Giorgia Surina     |          |          |          |          |          |          |          |          | 3      |
| Matteo Campese     |          |          |          |          |          |          |          |          | 5      |
| Fabrizio Ferrari   |          |          |          |          |          | 2        |          |          |        |
| Mara Maionchi      |          |          |          |          |          | 1        |          |          |        |
| Paola Di Benedetto |          |          |          |          |          |          |          |          | 4      |
| Federica Gentile   |          |          |          |          | 1        |          |          |          |        |
| Massimo Giletti    |          |          |          |          | 1        |          |          |          |        |
| Jody Cecchetto     |          |          |          |          |          |          |          |          | 2      |

## Edizioni
| Edizione | Anno | Messa in onda     | Conduzione      | Conduzione      | Conduzione       | Conduzione         | Conduzione         | Conduzione         | Trasmissione          | Trasmissione               | Trasmissione        | Ascolti       | Ascolti | Vincitori                                             |
| Edizione | Anno | Messa in onda     | Conduzione      | Conduzione      | Conduzione       | Conduzione         | Conduzione         | Conduzione         | Radio                 | TV                         | Streaming           | Telepettatori | Share   | Vincitori                                             |
| -------- | ---- | ----------------- | --------------- | --------------- | ---------------- | ------------------ | ------------------ | ------------------ | --------------------- | -------------------------- | ------------------- | ------------- | ------- | ----------------------------------------------------- |
| 1ª       | 2017 | 19 settembre 2017 | Angelo Baiguini | Angelo Baiguini | Angelo Baiguini  | Giorgia Surina     | Giorgia Surina     | Giorgia Surina     | RTL 102.5             | RTL 102.5 TV               | Non presente        | 240 000       | 1,00%   | Tra le granite E le granate (Francesco Gabbani)       |
| 2ª       | 2018 | 3 settembre 2018  | Angelo Baiguini | Angelo Baiguini | Angelo Baiguini  | Giorgia Surina     | Giorgia Surina     | Giorgia Surina     | RTL 102.5             | RTL 102.5 TV               | Non presente        | 311 000       | 1,42%   | Non ti dico no (Boomdabash feat. Loredana Bertè)      |
| 3ª       | 2019 | 9 settembre 2019  | Angelo Baiguini | Angelo Baiguini | Angelo Baiguini  | Giorgia Surina     | Giorgia Surina     | Giorgia Surina     | RTL 102.5             | RTL 102.5 TV               | Non presente        | 251 000       | 1,15%   | Mambo salentino (Boomdabash feat. Alessandra Amoroso) |
| 4ª       | 2020 | 9 settembre 2020  | Angelo Baiguini | Matteo Campese  | Fabrizio Ferrari | Mara Maionchi      | Mara Maionchi      | Mara Maionchi      | RTL 102.5             | RTL 102.5 TV, Sky Uno, TV8 | Non presente        | 414 000       | 2,27%   | Karaoke (Boomdabash feat. Alessandra Amoroso)         |
| 5ª       | 2021 | 31 agosto 2021    | Angelo Baiguini | Matteo Campese  | Fabrizio Ferrari | Paola Di Benedetto | Federica Gentile   | Massimo Giletti    | RTL 102.5, Radio Zeta | RTL 102.5 TV, Sky Uno, TV8 | RTL 102.5 Play, Now | 450 000       | 2,80%   | Ma stasera (Marco Mengoni)                            |
| 6ª       | 2022 | 31 agosto 2022    | Matteo Campese  | Matteo Campese  | Matteo Campese   | Paola Di Benedetto | Jody Cecchetto     | Jody Cecchetto     | RTL 102.5, Radio Zeta | RTL 102.5 TV, Sky Uno, TV8 | RTL 102.5 Play, Now | 519 000       | 3,60%   | La dolce vita (Fedez, Tananai, Mara Sattei)           |
| 7ª       | 2023 | 29 agosto 2023    | Matteo Campese  | Matteo Campese  | Matteo Campese   | Paola Di Benedetto | Jody Cecchetto     | Jody Cecchetto     | RTL 102.5, Radio Zeta | RTL 102.5 TV, Sky Uno, TV8 | RTL 102.5 Play, Now | 483 000       | 3,40%   | Italodisco (The Kolors)                               |
| 8ª       | 2024 | 3 settembre 2024  | Matteo Campese  | Matteo Campese  | Matteo Campese   | Paola Di Benedetto | Paola Di Benedetto | Paola Di Benedetto | RTL 102.5, Radio Zeta | RTL 102.5 TV, Sky Uno, TV8 | RTL 102.5 Play, Now | 449 000       | 3,20%   | Storie brevi (Annalisa e Tananai)                     |

### Prima edizione (2017)
- Artisti partecipanti: Benji & Fede, Annalisa, Takagi & Ketra, Nina Zilli, Giorgia, Nek, Francesco Renga, Max Pezzali, Ofenbach, Bianca Atzei, The Kolors, Lorenzo Fragola, Arisa, Francesca Michielin, Levante, Max Gazzè, Álvaro Soler, Thegiornalisti, J-Ax, Fedez, Francesco Gabbani, Fabio Rovazzi, Gianni Morandi, Samuel, Michele Bravi, Fabri Fibra, LP, Baby K, Gigi D'Alessio, Paola Turci, Gianna Nannini, Anastacia, Raf, Luca Carboni, Biagio Antonacci[22]
- Vincitori:[23]
  - Vincitore: Francesco Gabbani - Tra le granite E le granate
  - Premio SIAE: Francesco Gabbani - Occidentali's Karma
  - Premio FIMI: Fedez e J-Ax - Senza pagare
  - Premio PMI: Thegiornalisti - Riccione
  - Premio Power Hitstory: Anastacia, Gianna Nannini, Gianni Morandi, Raf, Luca Carboni, Biagio Antonacci

### Seconda edizione (2018)
- Artisti partecipanti: Biagio Antonacci ft. Mario Incudine, Ultimo, Fabrizio Moro, Sfera Ebbasta, Calcutta, Renato Zero, Álvaro Soler, Emma, Fabio Rovazzi, Nek, Al Bano, Alice Merton, Malika Ayane, Benji & Fede, Ghali, Thegiornalisti, Emis Killa, Bob Sinclar, Negramaro, Carl Brave, Fabri Fibra, Francesca Michielin, Guè Pequeno, The Kolors, Thirty Seconds to Mars, Luca Carboni, Dolcenera, Michele Bravi, Elodie, J-Ax, Bianca Atzei, Takagi & Ketra, Giusy Ferreri, Burak Yeter, Cecilia Krull, Annalisa, Loredana Bertè, Boomdabash, Mihail, Le Vibrazioni, Baby K, Cristiano Malgioglio e Fernando Proce[24]
- Vincitori:[25]
  - Vincitore: Boomdabash e Loredana Bertè - Non ti dico no
  - Premio SIAE: Takagi & Ketra, Giusy Ferreri e Sean Kingston - Amore e capoeira
  - Premio FIMI: Takagi & Ketra, Giusy Ferreri e Sean Kingston - Amore e capoeira
  - Premio PMI: Thegiornalisti - Felicità puttana

### Terza edizione (2019)
- Artisti partecipanti: Luciano Ligabue, Eros Ramazzotti, The Kolors, Elodie, Marracash, Achille Lauro, Coez, Mika, Thegiornalisti, Elisa, Carl Brave, Le Vibrazioni, Ghali, OneRepublic, Loredana Bertè, Fabio Rovazzi, J-Ax, Levante, Lewis Capaldi, Salmo, Calcutta, Charlie Charles, Dardust, Sfera Ebbasta, Mahmood, Fabri Fibra, Gigi D'Alessio, Takagi & Ketra, Giusy Ferreri, Boomdabash, Alessandra Amoroso, LP, Tiromancino, Gazzelle, Fred De Palma, Ana Mena, Dolcenera, Baby K, Irama, Meduza, Goodboys, Benji & Fede e Cristiano Malgioglio[26]
- Vincitori:[27]
  - Vincitore: Boomdabash e Alessandra Amoroso - Mambo salentino
  - Premio SIAE: Takagi & Ketra, Omi & Giusy Ferreri - Jambo
  - Premio Power Hitstory: Luciano Ligabue e Eros Ramazzotti
  - Premio Power Hits: Benji & Fede
  - Premio Power Hits Top Album: Salmo - Playlist
  - Premio PMI: LP - Girls Go Wild

### Quarta edizione (2020)
- Artisti partecipanti: Federico Poggipollini, Andrea Bocelli, Mahmood, Zucchero Fornaciari, Tiziano Ferro (da Los Angeles), Irama, Purple Disco Machine, Sophie and the Giants, Pinguini Tattici Nucleari, Gaia, The Kolors, Takagi & Ketra, Elodie, Dotan, Francesco Gabbani, Aiello, Ghali, DRD, Madame, Marracash, Elisa, Bobo Vieri, Nicola Ventola, Lele Adani, J-Ax, Boomdabash, Alessandra Amoroso, Diodato, Gianna Nannini, Tommaso Paradiso, Achille Lauro, Le Vibrazioni, Topic & A7S, Baby K, Fedez, Danti, Raf, Fabio Rovazzi, Zoe Wees, Gianluca Grignani, Elettra Lamborghini, Giusy Ferreri, Nek, Rocco Hunt, Ana Mena, Ernia, Guè Pequeno, Luchè, Rose Villain, Levante, Bob Sinclar e Biagio Antonacci[28]
- Vincitori:[29]
  - Vincitore: Boomdabash e Alessandra Amoroso - Karaoke
  - Premio SIAE: Boomdabash e Alessandra Amoroso - Karaoke
  - Premio FIMI: Boomdabash e Alessandra Amoroso - Karaoke
  - Premio Power Hitstory: Zucchero Fornaciari, Tiziano Ferro, Gianna Nannini, Biagio Antonacci e Gianluca Grignani.
  - Premio Power Hits Top Album: Persona di Marracash
  - Premio PMI: Bob Sinclar con I'm on My Way
  - RTL 102.5 Power Hits Nel mondo: Andrea Bocelli

### Quinta edizione (2021)
- Artisti partecipanti: Duran Duran, Luciano Ligabue, Ultimo, Carmen Consoli, Colapesce Dimartino, Ornella Vanoni, Marco Mengoni, Emma, Loredana Bertè, Fedez, Orietta Berti, Achille Lauro, Samuel, Francesca Michielin, Riton, J-Ax, Jake La Furia, Mahmood, Blanco, Sfera Ebbasta, Bob Sinclar, Molly Hammar, Sangiovanni, Madame, Caparezza, Alessandra Amoroso, Noemi, Carl Brave, Takagi & Ketra, Giusy Ferreri, Fabio Rovazzi, Goodboys, Irama, Boomdabash, Baby K, Sottotono, Tecla Insolia, Alfa, Fred De Palma, La Rappresentante di Lista, Dotan, Rocco Hunt, Ana Mena, Kungs, Michele Bravi, Sophie and the Giants, Annalisa, Federico Rossi, Cristiano Malgioglio, Evry, Álvaro Soler, Elettra Lamborghini, Gianni Morandi[30]
- Vincitori:[31]
  - Vincitore: Marco Mengoni - Ma stasera
  - Premio SIAE: Colapesce Dimartino - Musica leggerissima
  - Premio FIMI: Fedez, Achille Lauro & Orietta Berti - Mille
  - Premio PMI: Bob Sinclar feat. Molly Hammar - We Could Be Dancing
  - Premio Power Hitstory: Duran Duran, Carmen Consoli e Ornella Vanoni
  - Premio Power Hits Top Album: Sfera Ebbasta - Famoso
  - Premio Power Hits Platino: Luciano Ligabue

### Sesta edizione (2022)
- Artisti partecipanti: Alessandra Amoroso, Alfa, Ariete, Baby K, Biagio Antonacci, Blanco, Boomdabash, Annalisa, Carl Brave, Noemi, Coez, Dargen D'Amico, Darin, Elodie, Eros Ramazzotti, Fabri Fibra, Maurizio Carucci, Fedez, Tananai, Mara Sattei, Follya, Francesca Michielin, Francesco Gabbani, Franco126, Fred De Palma, Ghali, Gianni Morandi, Irama, La Rappresentante di Lista, Lazza, Madame, Malika Ayane, Marco Mengoni, Myss Keta, Pinguini Tattici Nucleari, Psicologi, Rhove, Rocco Hunt, Elettra Lamborghini,  Rkomi, Sangiovanni, Tommaso Paradiso, Ultimo, Cristiano Malgioglio[32]
- Vincitori:[33]
  - Vincitore: Fedez, Tananai, Mara Sattei -  La dolce vita
  - Premio SIAE: Dargen D'Amico - Dove si balla
  - Premio FIMI: Fedez, Tananai, Mara Sattei - La dolce vita
  - Premio PMI: Darin - Superstar
  - Premio Power Hits Top Album: Blanco - Blu celeste
  - Premio Power Hits Platino: Ultimo

### Settima edizione (2023)
- Artisti partecipanti: Achille Lauro, Rose Villain, Alfa, Angelina Mango, Biagio Antonacci, Boomdabash, Paola & Chiara, Ciccio Merolla, Coez, Frah Quintale, Colapesce Dimartino, Cristiano Malgioglio, Bungaro, Emma, Ernia, Bresh, Fabri Fibra, Fabio Rovazzi, Orietta Berti, Fedez, Annalisa, Articolo 31, Giorgia, Irama, Rkomi, Jain, Laura Pausini, Lazza, Drillionaire, Levante, Negramaro, Marco Mengoni, Elodie, Merk & Kremont, Mr. Rain, Sangiovanni, Max Pezzali, Pinguini Tattici Nucleari, Purple Disco Machine, Kungs, Julian Perretta, Pooh (ospiti), Rhove, Rita Ora, Rocco Hunt, Sophie and the Giants, Tananai, The Kolors, Tommaso Paradiso, Baustelle, Yungblud[34]
- Vincitori:[35]
  - Vincitore: The Kolors - Italodisco
  - Premio SIAE: Annalisa - Mon Amour
  - Premio FIMI: The Kolors - Italodisco
  - Premio PMI: Peggy Gou - (It Goes like) Nanana
  - Premio Power Hits Top Album: Lazza - Sirio
  - Premio Power Hits Platino: Biagio Antonacci, Laura Pausini, Max Pezzali, Negramaro, Pooh

### Ottava edizione (2024)
- Artisti partecipanti: The Kolors, Ornella Vanoni, Articolo 31, Fabri Fibra, Rocco Hunt, Coma Cose, Bnkr44, Club Dogo, Paola & Chiara, Achille Lauro, Alessandra Amoroso, BigMama, Francesco Gabbani, Fedez, Emis Killa, Angelina Mango, Rose Villain, Ghali, Mahmood, Emma, Noemi, Boomdabash, Capo Plaza, Alfa, Irama, Sophie and the Giants, Elodie, Annalisa e Tananai, Gigi D'Alessio, Geolier, Negramaro, Piero Pelù, Anna, Tony Effe e Gaia, Massimo Alberti[36]
- Vincitori:[37]
  - Vincitore: Annalisa e Tananai - Storie brevi
  - Premio SIAE: Annalisa - Sinceramente
  - Premio FIMI: Tony Effe e Gaia - Sesso e samba
  - Premio PMI: Shaboozey - A Bar Song (Tipsy)
  - Premio Power Hits Top Album: Sfera Ebbasta - X2VR

## Premi
La manifestazione assegna i seguenti premi:
- RTL 102.5 Power Hits Estate: decretato dagli utenti votanti registrati sulla piattaforma web di RTL 102.5 ponderati ai dati forniti da EarOne (2017–presente);
- RTL 102.5 Power Hits Estate – FIMI: al singolo italiano più venduto dell'estate, secondo i dati della Federazione Industria Musicale Italiana (2017–presente);
- RTL 102.5 Power Hits Estate – PMI: al singolo indipendente più suonato dalle radio dell'estate, secondo i dati della società Produttori Musicali Indipendenti Italia (2017–presente);
- RTL 102.5 Power Hits Estate – SIAE: al brano più suonato in tutti gli eventi musicali in Italia, secondo i dati della Società Italiana degli Autori ed Editori (2017–presente);
- RTL 102.5 Power Hits Top Album: all'album più venduto dell'anno, secondo i dati della Federazione Industria Musicale Italiana (2019–presente).

### Premi speciali
- RTL 102.5 Power Hitstory: premio alla carriera;
- RTL 120.5 Power Hits Nel mondo: all'artista ambasciatore, simbolo ed orgoglio dell'Italia nel mondo;
- RTL 102.5 Power Hits Platino: premio alla carriera agli artisti che con la loro musica hanno scandito non solo l'estate ma anche molte altre stagioni della vita degli ascoltatori nei palinsesti radiofonici.

## Record
La tabella fa riferimento a tutti i premi assegnati nel corso della manifestazione:
| Riconoscimenti | Artista            |
| -------------- | ------------------ |
| 6              | Boomdabash         |
| 4              | Alessandra Amoroso |
| 4              | Fedez              |
| 3              | Annalisa           |
| 3              | Biagio Antonacci   |
| 3              | Giusy Ferreri      |
| 3              | Takagi & Ketra     |
| 3              | Tananai            |
| 2              | Bob Sinclar        |
| 2              | Francesco Gabbani  |
| 2              | Gianna Nannini     |
| 2              | Luciano Ligabue    |
| 2              | Mara Sattei        |
| 2              | Sean Kingston      |
| 2              | Sfera Ebbasta      |
| 2              | The Kolors         |
| 2              | Thegiornalisti     |

## Raccolte
- Power Hits Estate 2017 (Sony Music)
- Power Hits Estate 2018 (Baraonda)
- Power Hits Estate 2019 (Universal)
- Power Hits Estate 2020 (Warner Music Italy)
- Power Hits Estate 2021 (Sony Music)
- Power Hits Estate 2022 (Artist First)